# Juan Gabriel Diaz Ruiz
Juan Gabriel Diaz Ruiz (ur. 14 listopada 1960 w Céspedes) – kubański duchowny katolicki, w latach 2017–2022 biskup Ciego de Avila, biskup Matanzas  od 2022.

## Życiorys

### Prezbiterat
Święcenia kapłańskie otrzymał 5 sierpnia 1989 i uzyskał inkardynację do archidiecezji Camagüey. Pracował przede wszystkim jako duszpasterz parafialny, był też m.in. delegatem archidiecezji dla krajowej komisji ds. kapłanów, wykładowcą w seminarium oraz tymczasowym administratorem archidiecezji.

### Episkopat
8 lipca 2017 papież Franciszek mianował go biskupem ordynariuszem diecezji Ciego de Avila. Sakry udzielił mu 30 września 2017 jego poprzednik - biskup Mario Eusebio Mestril Vega.
7 kwietnia 2022 został mianowany biskupem diecezji Matanzas.